# Свейнунг Сундлі
Свейнунг Сундлі виріс у сім'ї музикантів в Оркдалі, і навчався грати на скрипці з 6 років. У 14-річному віці через вигорання до інструменту зламав її. Після періоду, коли він слухав техно-музику і і був басистом в панк гурті, він повернувся у фольк музику знов, і почав змішувати її з роком. У 1999 році він почав роботу Gåte разом з сестрою Гюнхільдою Сундлі (вокал), Мартіном Ланглі, (барабани) Г'єрмундом Ландрі (бас, бек-вокал) і Магнусом Бьормарком (гітара, клавішні). Вони випустили свій перший EP наступного року, і стали дуже популярними через кілька років, як у Норвегії, так і за кордоном.
У 2004 році Свейнунг був організатором фестивалю Storåsfestivalen, який був організований вперше в липні того ж року. Крім того, керував літнім курортом у місті Сторас в Трондхеймі. У 2008 році у Свейнунга народився син.
Джерела
- Bokmålswikipedia про Сундлі.
- Великий фестиваль: Про фестиваль. [Архівовано 2010-08-22 у Wayback Machine.]
- Sveinung Sundli в Звернекларті на Nrk.no, 27.08.07
- Адрес.но, 07.12.08: Свенунг Сундлі став батьком. [Архівовано 2009-05-05 у Wayback Machine.]

1. 1 2  http://overoslo.no
2. 1 2  Nytt og eksklusivt frå «Gåte»-syskena og storebror — Valdres, 2013.